# Enoplotrupes sharpi
Enoplotrupes sharpi är en skalbaggsart som beskrevs av Rothschild och Jordan 1893. Enoplotrupes sharpi ingår i släktet Enoplotrupes och familjen tordyvlar. Inga underarter finns listade i Catalogue of Life.